# Vuelta a Gran Bretaña 2022
La 82.ª edición de la Vuelta a Gran Bretaña (nombre oficial: AJ Bell Tour of Britain) fue una carrera de ciclismo en ruta por etapas que se celebró entre el 4 y el 8 de septiembre de 2022 en el Reino Unido, con inicio en la ciudad de Aberdeen y final en la ciudad de The Needles sobre un recorrido de 856,4 kilómetros. Debía finalizar el día 11, pero las tres últimas etapas fueron canceladas tras la muerte de la Reina Isabel II.
La prueba perteneció al UCI ProSeries 2022, dentro de la categoría 2.Pro, y fue ganada por el español Gonzalo Serrano del Movistar. Completaron el podio, como segundo y tercer clasificado respectivamente, el británico Thomas Pidcock y el también español Omar Fraile, ambos del INEOS Grenadiers.

## Equipos participantes
Tomaron parte en la carrera 18 equipos: 5 de categoría UCI WorldTeam, 6 de categoría UCI ProTeam, 6 de categoría Continental y la selección nacional del Reino Unido. Formaron así un pelotón de 108 ciclistas de los cuales finalizaron 97. Los equipos participantes fueron:
| WorldTeams (5)- Bora-Hansgrohe - Ineos Grenadiers - Israel-Premier Tech - Movistar Team - Team DSM ProTeams (6)- Bardiani-CSF-Faizanè - Bingoal Pauwels Sauces WB - Caja Rural-Seguros RGA - Human Powered Health - Sport Vlaanderen-Baloise - Uno-X Pro Cycling Team Equipos continentales (6)- Global 6 Cycling - Team Qhubeka - Saint Piran - Ribble Weldtite Pro Cycling - WiV SunGod - Trinity Racing Equipo nacional- Gran Bretaña |
| |

## Recorrido
La Vuelta a Gran Bretaña dispuso de ocho etapas para un recorrido total de 1352,1 kilómetros.
| Etapa     | Fecha     | Recorrido                      | type                   | Distancia (km) | Desnivel (m) | Ganador                   | Líder                     |
| --------- | --------- | ------------------------------ | ---------------------- | -------------- | ------------ | ------------------------- | ------------------------- |
| 1.ª etapa | 4 de sep  | Aberdeen – Glenshee Ski Centre | etapa de media montaña | 181,3          | 2309 m       | Corbin Strong             | Corbin Strong             |
| 2.ª etapa | 5 de sep  | Hawick – Duns                  | etapa escarpada        | 175,2          | 1965 m       | Cees Bol                  | Corbin Strong             |
| 3.ª etapa | 6 de sep  | Durham – Sunderland            | etapa escarpada        | 163,6          | 2002 m       | Kamiel Bonneu             | Ben Perry                 |
| 4.ª etapa | 7 de sep  | Redcar – Duncombe Park Lodge   | etapa de media montaña | 149,5          | 2223 m       | Gonzalo Serrano Rodríguez | Gonzalo Serrano Rodríguez |
| 5.ª etapa | 8 de sep  | West Bridgford – Mansfield     | etapa llana            | 186,8          | 1421 m       | Jordi Meeus               | Gonzalo Serrano Rodríguez |
| 6.ª etapa | 9 de sep  | Tewkesbury – Gloucester        | etapa escarpada        | 170,9          | 1867 m       | cancelada                 |                           |
| 7.ª etapa | 10 de sep | West Bay – Ferndown            | etapa escarpada        | 175,9          | 1986 m       | cancelada                 |                           |
| 8.ª etapa | 11 de sep | Ryde – The Needles             | etapa de media montaña | 148,9          | 1828 m       | cancelada                 |                           |

### 1.ª etapa
| Aberdeen - Glenshee Ski Centre | etapa de media montaña | (181,3 km) |

| \| Clasificación de la etapa \| Clasificación de la etapa \| Clasificación de la etapa \| Clasificación de la etapa \| Clasificación de la etapa \| \| Ciclista \| Ciclista \| Equipo \| Tiempo \| \| \| ------------------------- \| -------------------------- \| ------------------------- \| ------------------------- \| ------------------------- \| \| 1.º \| Corbin Strong \| Israel-Premier Tech \| 4 h 36 min 37 s \| \| \| 2.º \| Omar Fraile \| Ineos Grenadiers \| + 0 s \| \| \| 3.º \| Anders Halland Johannessen \| Uno-X Pro Cycling Team \| + 0 s \| \| \| 4.º \| Gonzalo Serrano Rodríguez \| Movistar Team \| + 0 s \| \| \| 5.º \| Thomas Pidcock \| Ineos Grenadiers \| + 0 s \| \| \| 6.º \| Dylan Teuns \| Israel-Premier Tech \| + 0 s \| \| \| 7.º \| Filippo Fiorelli \| Bardiani CSF Faizanè \| + 0 s \| \| \| 8.º \| Oscar Onley \| Team DSM \| + 0 s \| \| \| 9.º \| Anthon Charmig \| Uno-X Pro Cycling Team \| + 0 s \| \| \| 10.º \| Filippo Zana \| Bardiani CSF Faizanè \| + 0 s \| \| |                            |                        |                 |
| |                            |                        |                 |
| Fuente: ProCyclingStats |                            |                        |                 |
| Clasificación de la etapa |                            |                        |                 |
| Ciclista | Ciclista                   | Equipo                 | Tiempo          |
| 1.º | Corbin Strong              | Israel-Premier Tech    | 4 h 36 min 37 s |
| 2.º | Omar Fraile                | Ineos Grenadiers       | + 0 s           |
| 3.º | Anders Halland Johannessen | Uno-X Pro Cycling Team | + 0 s           |
| 4.º | Gonzalo Serrano Rodríguez  | Movistar Team          | + 0 s           |
| 5.º | Thomas Pidcock             | Ineos Grenadiers       | + 0 s           |
| 6.º | Dylan Teuns                | Israel-Premier Tech    | + 0 s           |
| 7.º | Filippo Fiorelli           | Bardiani CSF Faizanè   | + 0 s           |
| 8.º | Oscar Onley                | Team DSM               | + 0 s           |
| 9.º | Anthon Charmig             | Uno-X Pro Cycling Team | + 0 s           |
| 10.º | Filippo Zana               | Bardiani CSF Faizanè   | + 0 s           |

| \| Clasificación general \| Clasificación general \| Clasificación general \| Clasificación general \| Clasificación general \| \| Ciclista \| Ciclista \| Equipo \| Tiempo \| \| \| --------------------- \| -------------------------- \| ---------------------- \| --------------------- \| --------------------- \| \| 1.º \| Corbin Strong \| Israel-Premier Tech \| 4 h 36 min 27 s \| \| \| 2.º \| Omar Fraile \| Ineos Grenadiers \| + 4 s \| \| \| 3.º \| Anders Halland Johannessen \| Uno-X Pro Cycling Team \| + 6 s \| \| \| 4.º \| Gonzalo Serrano Rodríguez \| Movistar Team \| + 10 s \| \| \| 5.º \| Thomas Pidcock \| Ineos Grenadiers \| + 10 s \| \| \| 6.º \| Dylan Teuns \| Israel-Premier Tech \| + 10 s \| \| \| 7.º \| Filippo Fiorelli \| Bardiani CSF Faizanè \| + 10 s \| \| \| 8.º \| Oscar Onley \| Team DSM \| + 10 s \| \| \| 9.º \| Anthon Charmig \| Uno-X Pro Cycling Team \| + 10 s \| \| \| 10.º \| Filippo Zana \| Bardiani CSF Faizanè \| + 10 s \| \| |                            |                        |                 |
| |                            |                        |                 |
| Fuente: ProCyclingStats |                            |                        |                 |
| Clasificación general |                            |                        |                 |
| Ciclista | Ciclista                   | Equipo                 | Tiempo          |
| 1.º | Corbin Strong              | Israel-Premier Tech    | 4 h 36 min 27 s |
| 2.º | Omar Fraile                | Ineos Grenadiers       | + 4 s           |
| 3.º | Anders Halland Johannessen | Uno-X Pro Cycling Team | + 6 s           |
| 4.º | Gonzalo Serrano Rodríguez  | Movistar Team          | + 10 s          |
| 5.º | Thomas Pidcock             | Ineos Grenadiers       | + 10 s          |
| 6.º | Dylan Teuns                | Israel-Premier Tech    | + 10 s          |
| 7.º | Filippo Fiorelli           | Bardiani CSF Faizanè   | + 10 s          |
| 8.º | Oscar Onley                | Team DSM               | + 10 s          |
| 9.º | Anthon Charmig             | Uno-X Pro Cycling Team | + 10 s          |
| 10.º | Filippo Zana               | Bardiani CSF Faizanè   | + 10 s          |

### 2.ª etapa
| Hawick - Duns | etapa escarpada | (175,2 km) |

| \| Clasificación de la etapa \| Clasificación de la etapa \| Clasificación de la etapa \| Clasificación de la etapa \| Clasificación de la etapa \| \| Ciclista \| Ciclista \| Equipo \| Tiempo \| \| \| ------------------------- \| ------------------------- \| ------------------------- \| ------------------------- \| ------------------------- \| \| 1.º \| Cees Bol \| Team DSM \| 4 h 08 min 35 s \| \| \| 2.º \| Jake Stewart \| Gran Bretaña \| + 0 s \| \| \| 3.º \| Corbin Strong \| Israel-Premier Tech \| + 0 s \| \| \| 4.º \| Stanisław Aniołkowski \| Bingoal Pauwels Sauces WB \| + 0 s \| \| \| 5.º \| Luke Lamperti \| Trinity Racing \| + 0 s \| \| \| 6.º \| Kenneth Van Rooy \| Sport Vlaanderen-Baloise \| + 0 s \| \| \| 7.º \| Thomas Pidcock \| Ineos Grenadiers \| + 0 s \| \| \| 8.º \| Eduard Prades \| Caja Rural-Seguros RGA \| + 0 s \| \| \| 9.º \| Jim Brown \| WiV SunGod \| + 0 s \| \| \| 10.º \| Martin Marcellusi \| Bardiani CSF Faizanè \| + 0 s \| \| |                       |                           |                 |
| |                       |                           |                 |
| Fuente: ProCyclingStats |                       |                           |                 |
| Clasificación de la etapa |                       |                           |                 |
| Ciclista | Ciclista              | Equipo                    | Tiempo          |
| 1.º | Cees Bol              | Team DSM                  | 4 h 08 min 35 s |
| 2.º | Jake Stewart          | Gran Bretaña              | + 0 s           |
| 3.º | Corbin Strong         | Israel-Premier Tech       | + 0 s           |
| 4.º | Stanisław Aniołkowski | Bingoal Pauwels Sauces WB | + 0 s           |
| 5.º | Luke Lamperti         | Trinity Racing            | + 0 s           |
| 6.º | Kenneth Van Rooy      | Sport Vlaanderen-Baloise  | + 0 s           |
| 7.º | Thomas Pidcock        | Ineos Grenadiers          | + 0 s           |
| 8.º | Eduard Prades         | Caja Rural-Seguros RGA    | + 0 s           |
| 9.º | Jim Brown             | WiV SunGod                | + 0 s           |
| 10.º | Martin Marcellusi     | Bardiani CSF Faizanè      | + 0 s           |

| \| Clasificación general \| Clasificación general \| Clasificación general \| Clasificación general \| Clasificación general \| \| Ciclista \| Ciclista \| Equipo \| Tiempo \| \| \| --------------------- \| -------------------------- \| ------------------------ \| --------------------- \| --------------------- \| \| 1.º \| Corbin Strong \| Israel-Premier Tech \| 8 h 44 min 58 s \| \| \| 2.º \| Jake Stewart \| Gran Bretaña \| + 8 s \| \| \| 3.º \| Omar Fraile \| Ineos Grenadiers \| + 8 s \| \| \| 4.º \| Anders Halland Johannessen \| Uno-X Pro Cycling Team \| + 10 s \| \| \| 5.º \| Thomas Pidcock \| Ineos Grenadiers \| + 14 s \| \| \| 6.º \| Gonzalo Serrano Rodríguez \| Movistar Team \| + 14 s \| \| \| 7.º \| Kenneth Van Rooy \| Sport Vlaanderen-Baloise \| + 14 s \| \| \| 8.º \| Felix Großschartner \| Bora-Hansgrohe \| + 14 s \| \| \| 9.º \| Eduard Prades \| Caja Rural-Seguros RGA \| + 14 s \| \| \| 10.º \| Filippo Fiorelli \| Bardiani CSF Faizanè \| + 14 s \| \| |                            |                          |                 |
| |                            |                          |                 |
| Fuente: ProCyclingStats |                            |                          |                 |
| Clasificación general |                            |                          |                 |
| Ciclista | Ciclista                   | Equipo                   | Tiempo          |
| 1.º | Corbin Strong              | Israel-Premier Tech      | 8 h 44 min 58 s |
| 2.º | Jake Stewart               | Gran Bretaña             | + 8 s           |
| 3.º | Omar Fraile                | Ineos Grenadiers         | + 8 s           |
| 4.º | Anders Halland Johannessen | Uno-X Pro Cycling Team   | + 10 s          |
| 5.º | Thomas Pidcock             | Ineos Grenadiers         | + 14 s          |
| 6.º | Gonzalo Serrano Rodríguez  | Movistar Team            | + 14 s          |
| 7.º | Kenneth Van Rooy           | Sport Vlaanderen-Baloise | + 14 s          |
| 8.º | Felix Großschartner        | Bora-Hansgrohe           | + 14 s          |
| 9.º | Eduard Prades              | Caja Rural-Seguros RGA   | + 14 s          |
| 10.º | Filippo Fiorelli           | Bardiani CSF Faizanè     | + 14 s          |

### 3.ª etapa
| Durham - Sunderland | etapa escarpada | (163,6 km) |

| \| Clasificación de la etapa \| Clasificación de la etapa \| Clasificación de la etapa \| Clasificación de la etapa \| Clasificación de la etapa \| \| Ciclista \| Ciclista \| Equipo \| Tiempo \| \| \| ------------------------- \| ------------------------- \| ------------------------- \| ------------------------- \| ------------------------- \| \| 1.º \| Kamiel Bonneu \| Sport Vlaanderen-Baloise \| 4 h 05 min 33 s \| \| \| 2.º \| Ben Perry \| WiV SunGod \| + 0 s \| \| \| 3.º \| Alexander Richardson \| Saint Piran \| + 2 s \| \| \| 4.º \| Mathijs Paasschens \| Bingoal Pauwels Sauces WB \| + 4 s \| \| \| 5.º \| Jordi Meeus \| Bora-Hansgrohe \| + 7 s \| \| \| 6.º \| Jake Stewart \| Gran Bretaña \| + 7 s \| \| \| 7.º \| Samuel Watson \| Gran Bretaña \| + 7 s \| \| \| 8.º \| Gonzalo Serrano Rodríguez \| Movistar Team \| + 7 s \| \| \| 9.º \| Marius Mayrhofer \| Team DSM \| + 7 s \| \| \| 10.º \| Kenneth Van Rooy \| Sport Vlaanderen-Baloise \| + 7 s \| \| |                           |                           |                 |
| |                           |                           |                 |
| Fuente: ProCyclingStats |                           |                           |                 |
| Clasificación de la etapa |                           |                           |                 |
| Ciclista | Ciclista                  | Equipo                    | Tiempo          |
| 1.º | Kamiel Bonneu             | Sport Vlaanderen-Baloise  | 4 h 05 min 33 s |
| 2.º | Ben Perry                 | WiV SunGod                | + 0 s           |
| 3.º | Alexander Richardson      | Saint Piran               | + 2 s           |
| 4.º | Mathijs Paasschens        | Bingoal Pauwels Sauces WB | + 4 s           |
| 5.º | Jordi Meeus               | Bora-Hansgrohe            | + 7 s           |
| 6.º | Jake Stewart              | Gran Bretaña              | + 7 s           |
| 7.º | Samuel Watson             | Gran Bretaña              | + 7 s           |
| 8.º | Gonzalo Serrano Rodríguez | Movistar Team             | + 7 s           |
| 9.º | Marius Mayrhofer          | Team DSM                  | + 7 s           |
| 10.º | Kenneth Van Rooy          | Sport Vlaanderen-Baloise  | + 7 s           |

| \| Clasificación general \| Clasificación general \| Clasificación general \| Clasificación general \| Clasificación general \| \| Ciclista \| Ciclista \| Equipo \| Tiempo \| \| \| --------------------- \| -------------------------- \| ------------------------- \| --------------------- \| --------------------- \| \| 1.º \| Ben Perry \| WiV SunGod \| 12 h 50 min 31 s \| \| \| 2.º \| Corbin Strong \| Israel-Premier Tech \| + 7 s \| \| \| 3.º \| Mathijs Paasschens \| Bingoal Pauwels Sauces WB \| + 11 s \| \| \| 4.º \| Jake Stewart \| Gran Bretaña \| + 15 s \| \| \| 5.º \| Omar Fraile \| Ineos Grenadiers \| + 15 s \| \| \| 6.º \| Anders Halland Johannessen \| Uno-X Pro Cycling Team \| + 17 s \| \| \| 7.º \| Gonzalo Serrano Rodríguez \| Movistar Team \| + 21 s \| \| \| 8.º \| Thomas Pidcock \| Ineos Grenadiers \| + 21 s \| \| \| 9.º \| Kenneth Van Rooy \| Sport Vlaanderen-Baloise \| + 21 s \| \| \| 10.º \| Filippo Fiorelli \| Bardiani CSF Faizanè \| + 21 s \| \| |                            |                           |                  |
| |                            |                           |                  |
| Fuente: ProCyclingStats |                            |                           |                  |
| Clasificación general |                            |                           |                  |
| Ciclista | Ciclista                   | Equipo                    | Tiempo           |
| 1.º | Ben Perry                  | WiV SunGod                | 12 h 50 min 31 s |
| 2.º | Corbin Strong              | Israel-Premier Tech       | + 7 s            |
| 3.º | Mathijs Paasschens         | Bingoal Pauwels Sauces WB | + 11 s           |
| 4.º | Jake Stewart               | Gran Bretaña              | + 15 s           |
| 5.º | Omar Fraile                | Ineos Grenadiers          | + 15 s           |
| 6.º | Anders Halland Johannessen | Uno-X Pro Cycling Team    | + 17 s           |
| 7.º | Gonzalo Serrano Rodríguez  | Movistar Team             | + 21 s           |
| 8.º | Thomas Pidcock             | Ineos Grenadiers          | + 21 s           |
| 9.º | Kenneth Van Rooy           | Sport Vlaanderen-Baloise  | + 21 s           |
| 10.º | Filippo Fiorelli           | Bardiani CSF Faizanè      | + 21 s           |

### 4.ª etapa
| Redcar - Duncombe Park Lodge | etapa de media montaña | (149,5 km) |

| \| Clasificación de la etapa \| Clasificación de la etapa \| Clasificación de la etapa \| Clasificación de la etapa \| Clasificación de la etapa \| \| Ciclista \| Ciclista \| Equipo \| Tiempo \| \| \| ------------------------- \| ------------------------- \| ------------------------- \| ------------------------- \| ------------------------- \| \| 1.º \| Gonzalo Serrano Rodríguez \| Movistar Team \| 3 h 40 min 38 s \| \| \| 2.º \| Thomas Pidcock \| Ineos Grenadiers \| + 0 s \| \| \| 3.º \| Dylan Teuns \| Israel-Premier Tech \| + 0 s \| \| \| 4.º \| Omar Fraile \| Ineos Grenadiers \| + 1 s \| \| \| 5.º \| Mathijs Paasschens \| Bingoal Pauwels Sauces WB \| + 13 s \| \| \| 6.º \| Samuel Watson \| Gran Bretaña \| + 13 s \| \| \| 7.º \| Kenneth Van Rooy \| Sport Vlaanderen-Baloise \| + 13 s \| \| \| 8.º \| Enrico Battaglin \| Bardiani CSF Faizanè \| + 13 s \| \| \| 9.º \| Jack Rootkin-Gray \| Saint Piran \| + 13 s \| \| \| 10.º \| Corbin Strong \| Israel-Premier Tech \| + 13 s \| \| |                           |                           |                 |
| |                           |                           |                 |
| Fuente: ProCyclingStats |                           |                           |                 |
| Clasificación de la etapa |                           |                           |                 |
| Ciclista | Ciclista                  | Equipo                    | Tiempo          |
| 1.º | Gonzalo Serrano Rodríguez | Movistar Team             | 3 h 40 min 38 s |
| 2.º | Thomas Pidcock            | Ineos Grenadiers          | + 0 s           |
| 3.º | Dylan Teuns               | Israel-Premier Tech       | + 0 s           |
| 4.º | Omar Fraile               | Ineos Grenadiers          | + 1 s           |
| 5.º | Mathijs Paasschens        | Bingoal Pauwels Sauces WB | + 13 s          |
| 6.º | Samuel Watson             | Gran Bretaña              | + 13 s          |
| 7.º | Kenneth Van Rooy          | Sport Vlaanderen-Baloise  | + 13 s          |
| 8.º | Enrico Battaglin          | Bardiani CSF Faizanè      | + 13 s          |
| 9.º | Jack Rootkin-Gray         | Saint Piran               | + 13 s          |
| 10.º | Corbin Strong             | Israel-Premier Tech       | + 13 s          |

| \| Clasificación general \| Clasificación general \| Clasificación general \| Clasificación general \| Clasificación general \| \| Ciclista \| Ciclista \| Equipo \| Tiempo \| \| \| --------------------- \| ------------------------- \| ------------------------- \| --------------------- \| --------------------- \| \| 1.º \| Gonzalo Serrano Rodríguez \| Movistar Team \| 16 h 31 min 15 s \| \| \| 2.º \| Thomas Pidcock \| Ineos Grenadiers \| + 7 s \| \| \| 3.º \| Omar Fraile \| Ineos Grenadiers \| + 7 s \| \| \| 4.º \| Ben Perry \| WiV SunGod \| + 7 s \| \| \| 5.º \| Dylan Teuns \| Israel-Premier Tech \| + 10 s \| \| \| 6.º \| Corbin Strong \| Israel-Premier Tech \| + 14 s \| \| \| 7.º \| Mathijs Paasschens \| Bingoal Pauwels Sauces WB \| + 18 s \| \| \| 8.º \| Jake Stewart \| Gran Bretaña \| + 22 s \| \| \| 9.º \| Magnus Sheffield \| Ineos Grenadiers \| + 24 s \| \| \| 10.º \| Kenneth Van Rooy \| Sport Vlaanderen-Baloise \| + 28 s \| \| |                           |                           |                  |
| |                           |                           |                  |
| Fuente: ProCyclingStats |                           |                           |                  |
| Clasificación general |                           |                           |                  |
| Ciclista | Ciclista                  | Equipo                    | Tiempo           |
| 1.º | Gonzalo Serrano Rodríguez | Movistar Team             | 16 h 31 min 15 s |
| 2.º | Thomas Pidcock            | Ineos Grenadiers          | + 7 s            |
| 3.º | Omar Fraile               | Ineos Grenadiers          | + 7 s            |
| 4.º | Ben Perry                 | WiV SunGod                | + 7 s            |
| 5.º | Dylan Teuns               | Israel-Premier Tech       | + 10 s           |
| 6.º | Corbin Strong             | Israel-Premier Tech       | + 14 s           |
| 7.º | Mathijs Paasschens        | Bingoal Pauwels Sauces WB | + 18 s           |
| 8.º | Jake Stewart              | Gran Bretaña              | + 22 s           |
| 9.º | Magnus Sheffield          | Ineos Grenadiers          | + 24 s           |
| 10.º | Kenneth Van Rooy          | Sport Vlaanderen-Baloise  | + 28 s           |

### 5.ª etapa
| West Bridgford - Mansfield | etapa llana | (186,8 km) |

| \| Clasificación de la etapa \| Clasificación de la etapa \| Clasificación de la etapa \| Clasificación de la etapa \| Clasificación de la etapa \| \| Ciclista \| Ciclista \| Equipo \| Tiempo \| \| \| ------------------------- \| ------------------------- \| ------------------------- \| ------------------------- \| ------------------------- \| \| 1.º \| Jordi Meeus \| Bora-Hansgrohe \| 4 h 21 min 46 s \| \| \| 2.º \| Stanisław Aniołkowski \| Bingoal Pauwels Sauces WB \| + 0 s \| \| \| 3.º \| Thomas Pidcock \| Ineos Grenadiers \| + 0 s \| \| \| 4.º \| Samuel Watson \| Gran Bretaña \| + 0 s \| \| \| 5.º \| Aaron Van Poucke \| Sport Vlaanderen-Baloise \| + 0 s \| \| \| 6.º \| Nicolò Parisini \| Team Qhubeka \| + 0 s \| \| \| 7.º \| Martin Marcellusi \| Bardiani CSF Faizanè \| + 0 s \| \| \| 8.º \| Filippo Fiorelli \| Bardiani CSF Faizanè \| + 0 s \| \| \| 9.º \| Corbin Strong \| Israel-Premier Tech \| + 0 s \| \| \| 10.º \| Jim Brown \| WiV SunGod \| + 0 s \| \| |                       |                           |                 |
| |                       |                           |                 |
| Fuente: ProCyclingStats |                       |                           |                 |
| Clasificación de la etapa |                       |                           |                 |
| Ciclista | Ciclista              | Equipo                    | Tiempo          |
| 1.º | Jordi Meeus           | Bora-Hansgrohe            | 4 h 21 min 46 s |
| 2.º | Stanisław Aniołkowski | Bingoal Pauwels Sauces WB | + 0 s           |
| 3.º | Thomas Pidcock        | Ineos Grenadiers          | + 0 s           |
| 4.º | Samuel Watson         | Gran Bretaña              | + 0 s           |
| 5.º | Aaron Van Poucke      | Sport Vlaanderen-Baloise  | + 0 s           |
| 6.º | Nicolò Parisini       | Team Qhubeka              | + 0 s           |
| 7.º | Martin Marcellusi     | Bardiani CSF Faizanè      | + 0 s           |
| 8.º | Filippo Fiorelli      | Bardiani CSF Faizanè      | + 0 s           |
| 9.º | Corbin Strong         | Israel-Premier Tech       | + 0 s           |
| 10.º | Jim Brown             | WiV SunGod                | + 0 s           |

| \| Clasificación general \| Clasificación general \| Clasificación general \| Clasificación general \| Clasificación general \| \| Ciclista \| Ciclista \| Equipo \| Tiempo \| \| \| --------------------- \| ------------------------- \| ------------------------- \| --------------------- \| --------------------- \| \| 1.º \| Gonzalo Serrano Rodríguez \| Movistar Team \| 20 h 53 min 01 s \| \| \| 2.º \| Thomas Pidcock \| Ineos Grenadiers \| + 3 s \| \| \| 3.º \| Omar Fraile \| Ineos Grenadiers \| + 7 s \| \| \| 4.º \| Ben Perry \| WiV SunGod \| + 7 s \| \| \| 5.º \| Dylan Teuns \| Israel-Premier Tech \| + 10 s \| \| \| 6.º \| Corbin Strong \| Israel-Premier Tech \| + 14 s \| \| \| 7.º \| Mathijs Paasschens \| Bingoal Pauwels Sauces WB \| + 17 s \| \| \| 8.º \| Jake Stewart \| Gran Bretaña \| + 22 s \| \| \| 9.º \| Alessandro Iacchi \| Team Qhubeka \| + 24 s \| \| \| 10.º \| Magnus Sheffield \| Ineos Grenadiers \| + 24 s \| \| |                           |                           |                  |
| |                           |                           |                  |
| Fuente: ProCyclingStats |                           |                           |                  |
| Clasificación general |                           |                           |                  |
| Ciclista | Ciclista                  | Equipo                    | Tiempo           |
| 1.º | Gonzalo Serrano Rodríguez | Movistar Team             | 20 h 53 min 01 s |
| 2.º | Thomas Pidcock            | Ineos Grenadiers          | + 3 s            |
| 3.º | Omar Fraile               | Ineos Grenadiers          | + 7 s            |
| 4.º | Ben Perry                 | WiV SunGod                | + 7 s            |
| 5.º | Dylan Teuns               | Israel-Premier Tech       | + 10 s           |
| 6.º | Corbin Strong             | Israel-Premier Tech       | + 14 s           |
| 7.º | Mathijs Paasschens        | Bingoal Pauwels Sauces WB | + 17 s           |
| 8.º | Jake Stewart              | Gran Bretaña              | + 22 s           |
| 9.º | Alessandro Iacchi         | Team Qhubeka              | + 24 s           |
| 10.º | Magnus Sheffield          | Ineos Grenadiers          | + 24 s           |

### 6.ª etapa
| Tewkesbury - Gloucester | etapa escarpada | (170,9 km) |

| \| Clasificación de la etapa \| Clasificación de la etapa \| Clasificación de la etapa \| Clasificación de la etapa \| Clasificación de la etapa \| \| Ciclista \| Ciclista \| Equipo \| Tiempo \| \| \| ------------------------- \| ------------------------- \| ------------------------- \| ------------------------- \| ------------------------- \| |          |        |        |
| |          |        |        |
| Fuente: ProCyclingStats |          |        |        |
| Clasificación de la etapa |          |        |        |
| Ciclista | Ciclista | Equipo | Tiempo |

| \| Clasificación general \| Clasificación general \| Clasificación general \| Clasificación general \| Clasificación general \| \| Ciclista \| Ciclista \| Equipo \| Tiempo \| \| \| --------------------- \| --------------------- \| --------------------- \| --------------------- \| --------------------- \| |          |        |        |
| |          |        |        |
| Fuente: ProCyclingStats |          |        |        |
| Clasificación general |          |        |        |
| Ciclista | Ciclista | Equipo | Tiempo |

### 7.ª etapa
| West Bay - Ferndown | etapa escarpada | (175,9 km) |

| \| Clasificación de la etapa \| Clasificación de la etapa \| Clasificación de la etapa \| Clasificación de la etapa \| Clasificación de la etapa \| \| Ciclista \| Ciclista \| Equipo \| Tiempo \| \| \| ------------------------- \| ------------------------- \| ------------------------- \| ------------------------- \| ------------------------- \| |          |        |        |
| |          |        |        |
| Fuente: ProCyclingStats |          |        |        |
| Clasificación de la etapa |          |        |        |
| Ciclista | Ciclista | Equipo | Tiempo |

| \| Clasificación general \| Clasificación general \| Clasificación general \| Clasificación general \| Clasificación general \| \| Ciclista \| Ciclista \| Equipo \| Tiempo \| \| \| --------------------- \| --------------------- \| --------------------- \| --------------------- \| --------------------- \| |          |        |        |
| |          |        |        |
| Fuente: ProCyclingStats |          |        |        |
| Clasificación general |          |        |        |
| Ciclista | Ciclista | Equipo | Tiempo |

### 8.ª etapa
| Ryde - The Needles | etapa de media montaña | (148,9 km) |

| \| Clasificación de la etapa \| Clasificación de la etapa \| Clasificación de la etapa \| Clasificación de la etapa \| Clasificación de la etapa \| \| Ciclista \| Ciclista \| Equipo \| Tiempo \| \| \| ------------------------- \| ------------------------- \| ------------------------- \| ------------------------- \| ------------------------- \| |          |        |        |
| |          |        |        |
| Fuente: ProCyclingStats |          |        |        |
| Clasificación de la etapa |          |        |        |
| Ciclista | Ciclista | Equipo | Tiempo |

## Clasificaciones finales
- Las clasificaciones finalizaron de la siguiente forma:[5]

### Clasificación general
| \| Clasificación general \| Clasificación general \| Clasificación general \| Clasificación general \| Clasificación general \| \| Ciclista \| Ciclista \| Equipo \| Tiempo \| \| \| --------------------- \| --------------------- \| --------------------- \| --------------------- \| --------------------- \| |          |        |        |
| |          |        |        |
| Fuente: ProCyclingStats |          |        |        |
| Clasificación general |          |        |        |
| Ciclista | Ciclista | Equipo | Tiempo |

### Clasificación de la montaña
| Clasificación de la montaña | Clasificación de la montaña | Clasificación de la montaña | Clasificación de la montaña | Clasificación de la montaña |
| Ciclista                    | Ciclista                    | Equipo                      | Puntos                      |                             |
| --------------------------- | --------------------------- | --------------------------- | --------------------------- | --------------------------- |

### Clasificación por puntos
| Clasificación por puntos | Clasificación por puntos | Clasificación por puntos | Clasificación por puntos | Clasificación por puntos |
| Ciclista                 | Ciclista                 | Equipo                   | Puntos                   |                          |
| ------------------------ | ------------------------ | ------------------------ | ------------------------ | ------------------------ |

### Clasificación de las metas volantes
| Clasificación de las metas volantes | Clasificación de las metas volantes | Clasificación de las metas volantes | Clasificación de las metas volantes | Clasificación de las metas volantes |
| Ciclista                            | Ciclista                            | Equipo                              | Puntos                              |                                     |
| ----------------------------------- | ----------------------------------- | ----------------------------------- | ----------------------------------- | ----------------------------------- |

## Evolución de las clasificaciones
| Etapa                   |                         | Ganador _                 | Clasificación general     | Puntos         | Montaña            | Metas volantes  | Combatividad _       | Equipo _                 | Mejor nacional _ |
| ----------------------- | ----------------------- | ------------------------- | ------------------------- | -------------- | ------------------ | --------------- | -------------------- | ------------------------ | ---------------- |
| 1.ª etapa               | etapa de media montaña  | Corbin Strong             | Corbin Strong             | Corbin Strong  | Stephen Bassett    | Matthew Teggart | Matthew Gibson       | Uno-X Pro Cycling Team   | Thomas Pidcock   |
| 2.ª etapa               | etapa escarpada         | Cees Bol                  | Corbin Strong             | Corbin Strong  | Jacob Scott        | Matthew Teggart | Adam Lewis           | Sport Vlaanderen-Baloise | Jake Stewart     |
| 3.ª etapa               | etapa escarpada         | Kamiel Bonneu             | Ben Perry                 | Corbin Strong  | Jacob Scott        | Matthew Teggart | Alexander Richardson | Sport Vlaanderen-Baloise | Jake Stewart     |
| 4.ª etapa               | etapa de media montaña  | Gonzalo Serrano Rodríguez | Gonzalo Serrano Rodríguez | Corbin Strong  | Mathijs Paasschens | Matthew Teggart | Magnus Sheffield     | Ineos Grenadiers         | Thomas Pidcock   |
| 5.ª etapa               | etapa llana             | Jordi Meeus               | Gonzalo Serrano Rodríguez | Thomas Pidcock | Mathijs Paasschens | Matthew Teggart | Zeb Kyffin           | Ineos Grenadiers         | Thomas Pidcock   |
| 6.ª etapa               | etapa escarpada         | cancelada                 | no otorgado               | no otorgado    | no otorgado        | no otorgado     | no otorgado          | no otorgado              | no otorgado      |
| 7.ª etapa               | etapa escarpada         | cancelada                 | no otorgado               | no otorgado    | no otorgado        | no otorgado     | no otorgado          | no otorgado              | no otorgado      |
| 8.ª etapa               | etapa de media montaña  | cancelada                 | Gonzalo Serrano Rodríguez | Thomas Pidcock | Mathijs Paasschens | Matthew Teggart | no otorgado          | Ineos Grenadiers         | Thomas Pidcock   |
| Clasificaciones finales | Clasificaciones finales |                           | Gonzalo Serrano Rodríguez | Thomas Pidcock | Mathijs Paasschens | Matthew Teggart | no otorgado          | Ineos Grenadiers         | Thomas Pidcock   |

## Ciclistas participantes y posiciones finales
Convenciones:
- AB-N: Abandono en la etapa "N"
- FLT-N: Retiro por llegada fuera del límite de tiempo en la etapa "N"
- NTS-N: No tomó la salida para la etapa "N"
- DES-N: Descalificado o expulsado en la etapa "N"

## UCI World Ranking
La Vuelta a Gran Bretaña otorgó puntos para el UCI World Ranking para corredores de los equipos en las categorías UCI WorldTeam, UCI ProTeam y Continental. Las siguientes tablas son el baremo de puntuación y los diez corredores que obtuvieron más puntos:
| Posición              | 1.º | 2.º | 3.º | 4.º | 5.º | 6.º | 7.º | 8.º | 9.º | 10.º | 11.º | 12.º | 13.º | 14.º | 15.º | 16.º-30.º | 31.º-40.º |
| Clasificación general | 200 | 150 | 125 | 100 | 85  | 70  | 60  | 50  | 40  | 35   | 30   | 25   | 20   | 15   | 10   | 5         | 3         |
| Por etapa             | 20  | 10  | 5   |     |     |     |     |     |     |      |      |      |      |      |      |           |           |
| Líder                 | 5   |     |     |     |     |     |     |     |     |      |      |      |      |      |      |           |           |

| Clasificación |                    |                           |         |       |       |       |
| Posición      | Ciclista           | Equipo                    | General | Etapa | Líder | Total |
| ------------- | ------------------ | ------------------------- | ------- | ----- | ----- | ----- |
| 1.º           | Gonzalo Serrano    | Movistar                  | 200     | 20    | 5     | 225   |
| 2.º           | Thomas Pidcock     | INEOS Grenadiers          | 150     | 15    | -     | 165   |
| 3.º           | Omar Fraile        | INEOS Grenadiers          | 125     | 10    | -     | 135   |
| 4.º           | Benjamin Perry     | WiV SunGod                | 100     | 10    | 5     | 115   |
| 5.º           | Corbin Strong      | Israel-Premier Tech       | 70      | 25    | 10    | 105   |
| 6.º           | Dylan Teuns        | Israel-Premier Tech       | 85      | 5     | -     | 90    |
| 7.º           | Mathijs Paasschens | Bingoal Pauwels Sauces WB | 60      | -     | -     | 60    |
| 8.º           | Jake Stewart       | Reino Unido               | 50      | 10    | -     | 60    |
| 9.º           | Alessandro Iacchi  | Qhubeka                   | 40      | -     | -     | 40    |
| 10.º          | Magnus Sheffield   | INEOS Grenadiers          | 35      | -     | -     | 35    |